# 사랑 나눔 콘서트
《농심 사랑 나눔 콘서트》는 불우 이웃을 돕기 위해 농심과 SBS가 주관하는 음악회이다. 2000년부터 매년 한 차례씩 개최되고 있다. 공연장에 입장할 때 입장권과 함께 농심의 라면 제품을 입장료로 내야 하며, 관객들로부터 걷은 라면들은 불우이웃돕기 목적으로 쓰이게 된다. 현재까지 서울특별시청, 경기도청, 대한적십자사가 이 행사를 후원하였다.

## 역대 사랑 나눔 콘서트

### 1회
- 일시 : 2000년 1월 26일
- 장소 : 서울특별시 올림픽공원 체조경기장
- 사회자 : 이민우, 전지나
- 출연자 : 조성모, 이정현, 유승준, 샵, 코요태, 백지영, 김장훈, S.E.S., 핑클, NRG, 리아, 업타운, 윤도현밴드, 포지션, 터보, 플라이 투 더 스카이, 스페이스 에이

### 2회
- 일시 : 2001년 5월 12일
- 장소 : 서울특별시 여의도공원 문화마당
- 사회자 : 신동엽, 전지나
- 출연자 : 클릭비, 쥬얼리, 플라이 투 더 스카이, 문차일드, 더 자두, 싸이, 김조한, 양파, 은지원, 샤크라, 이수영, 지누션, 홍경민, 이승철, 드렁큰 타이거

### 3회
- 일시 : 2002년 7월 27일
- 장소 : 서울특별시 올림픽공원 펜싱경기장
- 사회자 : 박찬민, 정지영
- 출연자 : 강성훈, 보아, 문희준, 블랙 비트, 비, 스위티, 신화, 임창정, 이노, 컨츄리 꼬꼬, 제이워크, 코요태, QOQ, 플라이 투 더 스카이, Fever

### 4회
- 일시 : 2003년 11월 16일
- 장소 : 서울특별시 올림픽공원 체조경기장
- 사회자 : 김동완, 박한별
- 출연자 : 강성훈, 백지영, 보아, 비, 신화, 김경호, 샤크라, S, 은지원, 이기찬, 이수영, 이효리, 왁스, 쥬얼리, 코요태, 클릭비, 플라이 투 더 스카이

### 5회
- 일시 : 2004년 11월 14일
- 장소 : 서울특별시 올림픽공원 체조경기장
- 사회자 : 김동완, 박한별
- 출연자 : 김종국, 김현정, 트랙스, 럼블피쉬, 린, 바다, 슈가, 신화, 이승기, 이승환, 자우림, 토니안, 플라이 투 더 스카이, K-POP, JNC, V.O.S

### 6회
- 일시 : 2005년 11월 13일
- 장소 : 서울특별시 올림픽공원 체조경기장
- 사회자 : 앤디, 박정아
- 출연자 : 김종국, 동방신기, 서지영, 리플레이, 에픽하이, 안재욱, 원타임, 이루, 장우혁, 채연, 코요태, 파란, god, Hero, i-13, SG워너비, M

### 7회
- 일시 : 2006년 11월 12일
- 장소 : 서울특별시 올림픽공원 체조경기장
- 사회자 : 앤디, 구혜선
- 출연자 : 고유비, 김태우, 동방신기, 빅뱅, 사이드 비, 성시경, 세븐, 손호영, 아유미, 엄정화, 이정현, 장윤정, 코요태, MC몽, SS501, 미녀삼총사, 앤디, 이승기, V.O.S

### 8회
- 일시 : 2007년 11월 4일
- 장소 : 서울특별시 올림픽공원 체조경기장
- 사회자 : 김동완, 박한별
- 출연자 : 슈퍼주니어, 빅뱅, 신혜성, 이민우, 휘성, 이승기, 원더걸스, 소녀시대, 코요태, 임정희, 배슬기, 체리필터, 플라이 투 더 스카이, 양동근, 허니패밀리, 양파, 오렌지라라, JJ, V.O.S

### 9회
- 일시 : 2008년 11월 9일
- 장소 : 서울특별시 올림픽공원 체조경기장
- 사회자 : 은지원, 허이재, 이홍기
- 출연자 : 동방신기, 빅뱅, 비, 김종국, 원더걸스, 브라운 아이드 걸스, 샤이니, 2PM, 씨야, 손담비, M, FT아일랜드, 김동완, 윤하, H-유진

### 10회
- 일시 : 2009년 11월 22일
- 장소 : 서울특별시 올림픽공원 체조경기장
- 사회자 : 옥택연, 장우영, 하연주
- 출연자 : SS501, 2PM, 태양, 비스트, 엠블랙, 디셈버, 마이티 마우스, 브라운 아이드 걸스, F(x), 레인보우, CL&민지, 이영현, 린

### 11회
- 일시 : 2010년 11월 14일
- 장소 : 서울특별시 올림픽공원 체조경기장
- 사회자 : 정용화, 윤아, 조권
- 출연자 : 소녀시대, 2PM, 2AM, 싸이, 미스에이, 비스트, 김장훈, 레인보우, 오원빈, 가인, 유키스, V.O.S, 2NE1, VNT, 지기독

### 12회
- 일시 : 2011년 11월 6일
- 장소 : 서울특별시 올림픽공원 체조경기장
- 사회자 : 이기광, 아이유, 설리, 조권
- 출연자 : 소녀시대, 다비치, 브라운 아이드 걸스, 티아라, 시크릿, 달샤벳, 오렌지 캬라멜, 엠블랙, 인피니트, 대국남아, 유키스, B1A4, 더블에이, M.I.B, 노라조, 김현중, 김규종, 타블로, 살찐 고양이